# Língua mixteca de Coatzospan
Coatzospan Mixtec (San Juan Coatzóspam) é uma língua Misteca falada por cerca de 2.100 pessoas em San Juan Coatzospan, Oaxaca, México.

## Fonologia

### Consoantes
Consoantes entre parênteses são marginais:
| m    |        | n     | ɲ           |      |       |
| (p)  |        | t     |             | k    | kʷ    |
| (mb) |        | nd    |             | (ŋɡ) | (ŋɡʷ) |
|      |        | ts    | tʲ ~ tʃ     |      |       |
|      |        | (ndz) | (ndʲ ~ ndʒ) |      |       |
| β    | ð (ðʲ) | (s)   | ʃ           |      |       |
|      |        | l (r) |             |      |       |

Na fala das mulheres , /t/ é percebido como [tʃ] antes de vogais frontais. 

### Vogais
As vogais são /a ɨ e i o u/. As vogais podem ser orais ou nasais, sussurrada ou modais, longas ou curtas: p.  / kɨ̰̃ː / "ir". Aparentemente,  / o / nunca é nasalizado de forma contrastante, embora possa ser nasalizado foneticamente devido à assimilação com uma vogal nasal em uma sílaba seguinte e nasalizado morfologicamente para a segunda pessoa familiar (por exemplo,  / kḭʃi / 'vindo',  / kḭʃĩ / 'você virá'). A vogal anterior nasaliza somente se a consoante interveniente for sonora, ou em algumas palavras  / ʃ /. No entanto, até mesmo as fricativas e as afiliadas surdas são nasalizadas foneticamente em tais ambientes:  [β̃, ð̃, ts̃, ʃ̃]; a nasalização é visível no alargamento das narinas.
A primeira vogal de um dissílabo é rangente se a segunda consoante não for sonora (exceto para  / ʃ /); somente quando C2 é dublado ou  / ʃ / pode haver um contraste entre as vogais sussurantes e modais na V1. O comportamento irregular  / ʃ / deve-se aparentemente ao fato da língua ter derivado do proto-Mixtec, tanto na velar surda  * / x / quanto de voz  * / j / (" * y "). São palavras nas quais  / ʃ / deriva de * j que permitem que V1 seja nasalizado ou com voz modalmente contrastante. 

## Amostra de texto
1. Nte dá ntuꞌu ñúxiví em ne, e tuvi tuvi Túꞌūn san. Tuví papai ni Xuva kō né, Xuva ko ñā dɨ.
2. Dɨvi ñā é tuví dadɨɨ ni Xuva ko ūun tsi nte dá iñɨ ntuꞌu ñúxiví sa.
3. Un ntɨɨ́ ntɨ̄ɨ é īó ne, mii ñā de kúꞌvēña. Ña túvī nee iñá te ña ni de kúꞌvēña.
4. Dɨvi ñā é kantito ña ne, tāꞌxi ña ntɨꞌɨ̄ é ìo. Ntuvi iña ñá ne, kaxiꞌí nuu iña ko un ntɨɨ́ ntɨ̄ɨ o.
5. Kaxiꞌí nuu ñuꞌú san mi dóo neé ne, kúvi vīi é nēé san nántaꞌva.  <ref[>https://www.bible.com/bible/713/JHN.1.MIZNT Bíblia Coatzospan]</ref>
Português
1. No princípio era o Verbo, e o Verbo estava com Deus, e o Verbo era Deus.
2. O mesmo aconteceu no princípio com Deus.
3. Todas as coisas foram feitas por ele; e sem ele nada do que foi feito foi feito.
4. Nele estava a vida; e a vida era a luz dos homens.
5. E a luz brilha nas trevas; e as trevas não o compreenderam. 